# أحمد النمر
أحمد النمر (ولد في 21 نوفمبر 1978 في القاهرة) هو لاعب نبالة مصري نافس في الألعاب الأولمبية الصيفية 2012 والألعاب الأولمبية الصيفية 2016.

## روابط خارجية
- أحمد النمر على موقع الاتحاد الدولي للرماية بالسهام (الإنجليزية)
- أحمد النمر على موقع أوليمبيديا (الإنجليزية)